# Liparis inquilinus
Liparis inquilinus är en fiskart som beskrevs av Able, 1973. Liparis inquilinus ingår i släktet Liparis och familjen Liparidae. Inga underarter finns listade i Catalogue of Life.